# József Bencsics
József Bencsics (Szombathely, Hungría; 6 de agosto de 1933 – Budapest, Hungría; 13 de julio de 1995) fue un futbolista húngaro que jugaba en la posición de delantero.

## Carrera

### Club
Inició en el equipo de su ciudad natal Szombathelyi Honvéd con quien estuvo de 1951 a 1953. Luego pasaría al Szombathelyi Haladás en 1954, con quien en dos temporadas jugó en 42 partidos y anotó 14 goles para luego pasar a jugar al Ujpest FC, equipo en el que jugaría por cinco años de 1956 a 1961 en 75 partidos y anotó 17 goles, ayudando al equipo a ganar el torneo nacional en 1960.
Luego pasaría a jugar con el Pécsi Mecsek FC en el que solo jugaría en 7 partidos con un gol, para luego regresar al Szombathelyi Dózsa en 1962. Luego estaría en los equipos Pécsi Bányász, Pécsi VSK y su último equipo sería el Dombóvári VSE en 1968.

### Selección nacional
Jugó para Hungría entre 1957 y 1958 en ocho partidos donde solo anotó un gol, el cual fue ante México en el mundial de Suecia 1958.

## Logros
- NBI: 1

1959/60